# Musa Moguszkow
Musa Choż-Achmatowicz Moguszkow (ros. Муса Хож-Ахматович Могушков; ur. 6 lutego 1988 r. w Nazraniu) – rosyjski judoka, trzykrotny brązowy medalista mistrzostw świata, mistrz Europy, uczestnik Letnich Igrzysk Olimpijskich 2012.

## Igrzyska olimpijskie
| Runda    | Przeciwniczka  | Wynik       | Osiągnięcie |
| -------- | -------------- | ----------- | ----------- |
| 1. runda | Wolny los      | Wolny los   | 2. runda    |
| 2. runda | Tərlan Kərimov | P 0011–0021 | 2. runda    |